# Bulbophyllum gadgarrense
Bulbophyllum gadgarrense är en orkidéart som beskrevs av Herman Montague Rucker Rupp. Bulbophyllum gadgarrense ingår i släktet Bulbophyllum och familjen orkidéer. Inga underarter finns listade i Catalogue of Life.